# زیگیسمونت، امپراتور مقدس روم
سیگیسموند (به آلمانی: Sigismund) یا ژیگموند (مجاری: Zsigmond) (زادهٔ ۱۴ فوریهٔ ۱۳۶۸ - مرگ ۹ دسامبر ۱۴۳۷) پادشاه مجارستان، کرواسی، بوهم، ایتالیا و آلمان و از ۱۴۳۳ تا سال مرگش امپراتور مقدس روم بود. وی واپسین امپراتور از دودمان لوکزامبورگ بود.
او یکی از اعضای انجمن کنستانتس بود که به وضعیت تفرقه درون کلیسا و دستگاه پاپ پایان دادند. بخش عمده‌ای از زندگی او درگیر با جنگ‌های هوسی بود.

## زندگی
او در نورنبرگ زاده‌شد و پسر کارل چهارم بود. در ۱۳۸۱ هنگامی که تنها سیزده سال داشت از سوی برادرش ونتسل به کراکوف فرستاده‌شد تا زبان لهستانی را فراگیرد و با مردمان آن سامان آشنا گردد تا زمینه‌های فرمانروایی‌اش بر آن سرزمین فراهم شود. اگرچه در آینده با گرایش بزرگان لهستان به سوی لیتوانی او به پادشاهی این سرزمین نرسید.
در ۱۳۸۲ او با ماریا، شهبانوی مجارستان پیمان زناشویی بست. اندکی پس از آن شورشیان کروات به کاروان ماریا تاختند، او جان سالم به در برد ولی مادر و خویشانش کشته‌شدند. ماریا سیگیسموند را مسئول این واقعه دانسته و تا زمانی که در ۱۳۹۵ در هنگام بارداری از اسب فرو غلتید و کشته‌شد جدا از او زیست.
سیگیسموند در ۱۳۸۷ با پشتیبانی بزرگان مجارستان تاج پادشاهی این کشور را در سکش‌فهروار بر سرنهاد. در ۱۳۹۶ با ترک‌ها جنگید و مرزهای مجارستان را در کرانهٔ دانوب پاسداری نمود. پاپ بونیفاس نهم از این پیروزی خرسند شد و سیگیسموند هم در میان مجارها محبوبیت یافت. اروپا به جمع‌آوری نیرو پرداخت و خود سیگیسموند با نود هزار نفر از آب گذشت و ویدین را گشود. در نزدیکی نیکوپول در بلغارستان کنونی اردو زد. در این میان بایزید یکم دست از شهربندان قسطنطنیه کشید و در جنگ نیکوپولیس نیروهای مسیحی را شکست داد.
پس از این شکست بزرگان مجارستان برآشفتند و این سبب شورش‌هایی گردید. پس از آن سیگیسموند توجه‌اش را معطوف به آلمان و بوهم نمود و کوشید از برادرش ونتسل پشتیبانی کند، ولی نتوانست و ونتسل در ۱۴۰۰ میلادی از پادشاهی آلمان برکنارشد و روپرشت به شاهی رسید. در زمان به زندان افتادن ونتسل هم او چند ماهی کنترل اوضاع را در بوهم بر عهده گرفت. سپس موجبات آزادی او را فراهم نمود. در ۱۴۰۳ بزرگان مجارستان با تحریک جمهوری ونیز از شورش لازلوی ناپلی پشتیبانی کردند، این شورشی که از دودمان آنژو بود تعدادی از شهرهای دالماتیا را به ونیزی‌ها فروخت. اقدامات سیگیسموند در برابر او سبب فتوحات او در ایتالیا گردید.
آنگاه او به سوی اسلاونیا روی گرداند و چون با مقاومت روبه‌رو شد در ۱۴۰۸ به کشتار کروات‌ها و بوسنیایی‌ها پرداخت و از جمله ۲۰۰ تن از نجیب‌زادگان کروات را که در جنگ با ترکان نیز شرکت داشتند از دم تیغ گذراند.
در ۱۴۱۰ که روپرشت مرد، امرای انتخاباتی او را به پادشاهی آلمان برگزیدند و او در آخن تاج پادشاهی آلمان را بر سر نهاد.
در ۱۴۱۰ با یاری شوالیه‌های تتونیک به جنگ با لهستانی‌ها دست زد ولی کاری از پیش نبرد. در ۱۴۱۲ به گردآمدن انجمن کنستانتس که مأمور رفع آشفتگی در دستگاه پاپ بود یاری رساند. این انجمن در ۱۴۱۵ رای به سوزاندن در آتش یان هوس اصلاح‌طلب چک به جرم الحاد را داد.
سیگیسموند یک بار دیگر هم در ۱۴۲۸ به نبرد با ترک‌ها پرداخت. در ۱۴۳۳ میلادی اوژن چهارم تاج امپراتوری مقدس روم را بر سر او گذارد.
پیکر او در اورادئای رومانی کنونی به خاک سپرده شده‌است.